# Musée d'Art Didrichsen

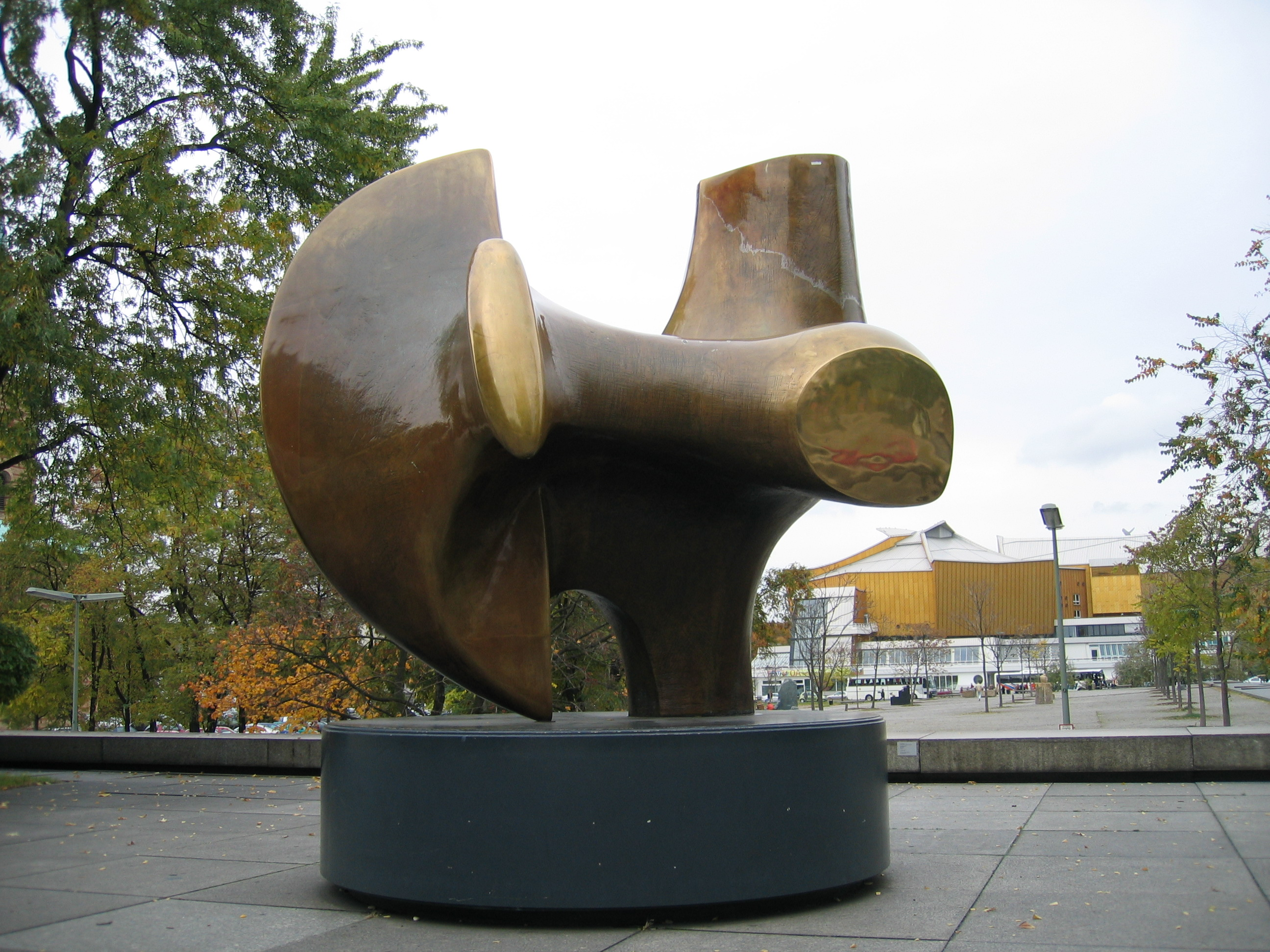
LArcher de Henry Moore.

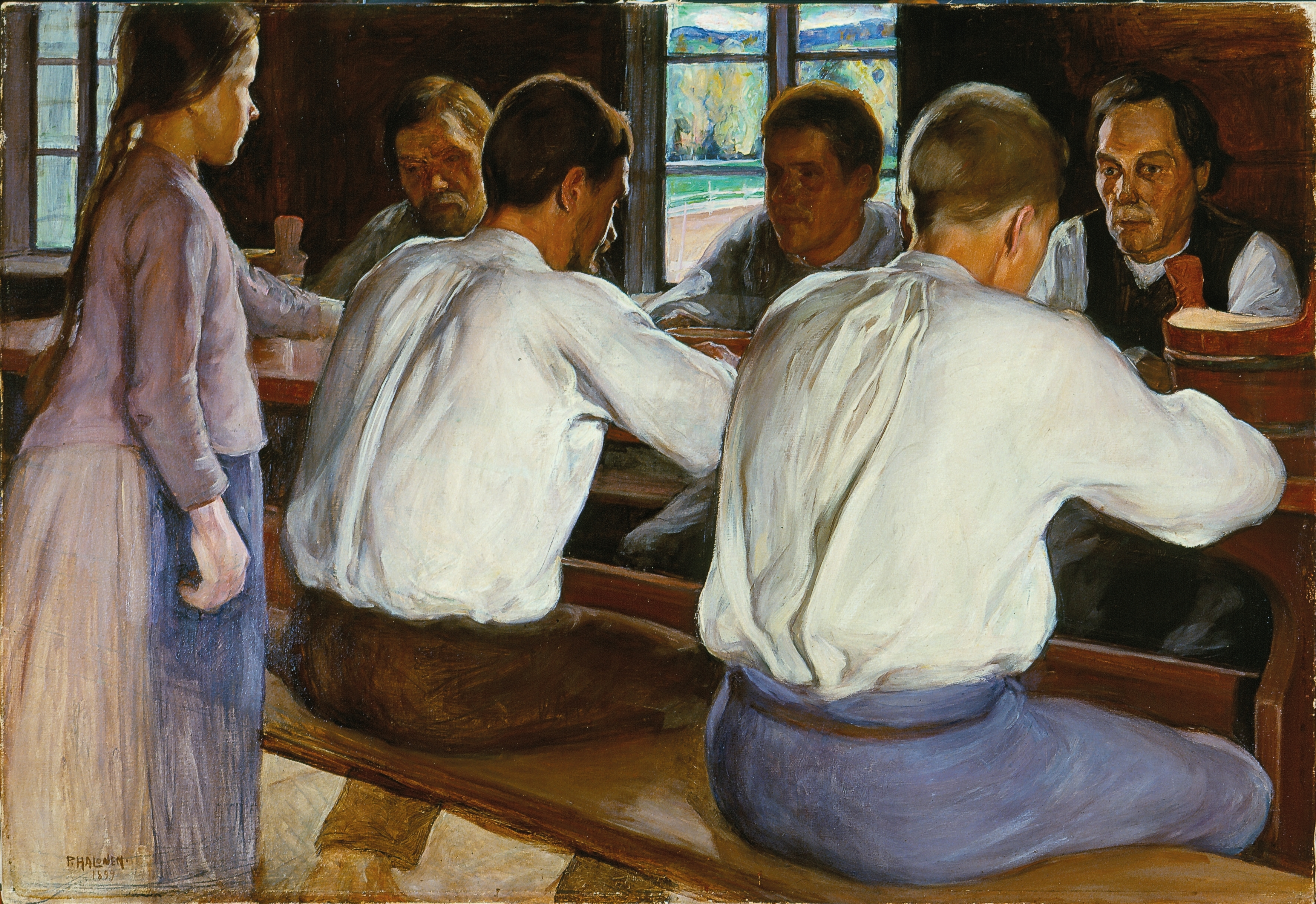
Ateria de Pekka Halonen.

Le musée d'art Didrichsen (en finnois : Didrichsenin taidemuseo, en suédois : Didrichsens konstmuseum) est un musée situé à Kuusisaari à Helsinki, en Finlande.

## Description
Le musée est fondé par le commerçant danois Gunnar Didrichsen et par sa femme Marie-Louise, née Granfelt. Il a été repris par leurs quatre enfants.
Au début les Didrichsen recueillent des objets d'art traditionnel finlandais mais passent rapidement à l'Art moderne.
De nos jours l'art moderne est la marque du musée.

## Architecture
Le bâtiment du musée est conçu par Viljo Revell.
Son parc en bord de mer est un lieu d'exposition de sculptures de Henry Moore, Mario Negri (nl), Laila Pullinen et Eila Hiltunen.
On peut y apprécier, entre autres, l'œuvre Crescendo d'Eila Hiltunen dédiée à Marie-Louise Didrichsen.